# A Day and a Night (film 1917)
A Day and a Night è un cortometraggio muto del 1917 diretto da J.A. Richmond. Prodotto dalla Selig Polyscope Company, aveva come interpreti William Fables, Amy Dennis, Patrick Carson, James Harris, Charles Hale Hoyt che ne firma anche il soggetto.

## Produzione
Il film fu prodotto dalla Selig Polyscope Company.

## Distribuzione
Distribuito dalla K-E-S-E Service, il film - un cortometraggio in due bobine - uscì nelle sale cinematografiche statunitensi il 25 giugno 1917.